# 로잔느 캐턴
로잔느 캐턴(Rosanne Katon, 1954년 2월 5일 ~ )은 미국의 배우, 플레이메이트, 영화배우이다.
뉴욕에서 태어났다.

## 영화
- Machete Maidens Unleashed! (2010년)
- 자폐증: 뮤지컬 (2007년) - 본인 역
- 시경 강력반 (1988년)
- 풀 하우스 (1987년)
- 시티 걸 (1984년)
- 바니의 소동 (1982년)
- 육체와 영혼 (1981년)
- 더 컴백 키드 (1980년)
- 지옥의 모텔 (1980년)
- 홍콩 투쟁 (1976년)